# Euteleostomi
Euteleostomi é um clado de sucesso que inclui mais de 90% das espécies vivas de vertebrados. Os euteleostomos também são conhecidos como "vertebrados ósseos". Ambos os seus principais subgrupos são bem-sucedidos hoje: Actinopterygii inclui a maioria das espécies de peixes existentes e Sarcopterygii inclui os tetrápodes.
"Osteichthyes" no sentido de "vertebrados ósseos" é sinônimo de Euteleostomi, embora na taxonomia Linnaeana o nome (que significa literalmente "peixe ósseo") tradicionalmente se refira ao grupo parafilético com a exclusão dos tetrápodes. O nome Euteleostomi foi cunhado como uma alternativa monofilética que inclui inequivocamente os tetrápodes vivos e é amplamente utilizado em bioinformática.
O termo Euteleostomi vem de Eu-teleostomi, onde Eu- vem do grego εὖ 'bem, bom', então o clado pode ser definido como os teleóstomos vivos.
Todos os euteleóstomos tinham originalmente osso endocondral, nadadeiras com lepidótricos (raios das nadadeiras), mandíbulas revestidas por ossos maxilares, pré-maxilares e dentários compostos de osso dérmico e pulmões. Muitos desses caracteres foram perdidos por grupos descendentes, entretanto, como os lepidótricos perdidos nos tetrápodes e os ossos perdidos entre os peixes condrostinos. Os pulmões foram retidos em dipnoi (peixes pulmonados) e em muitos tetrápodes (pássaros, mamíferos, répteis e alguns anfíbios). Em muitos peixes com nadadeiras raiadas, os pulmões evoluíram para bexigas natatórias para regular a flutuabilidade, enquanto em outros continuam a ser usados como bexigas de gás respiratório.

## Classificação
Euteleostomi contém os seguintes subgrupos:
Actinopterygii
- Actinopteri
  - Chondrostei
  - Neopterygii
- Cladistia
  - Polypteriformes

Sarcopterygii
- Actinistia
  - Coelacanthiformes
- Dipnoi
  - Ceratodontimorpha
- Tetrapodomorpha